# Stadtkirche Stadtlengsfeld

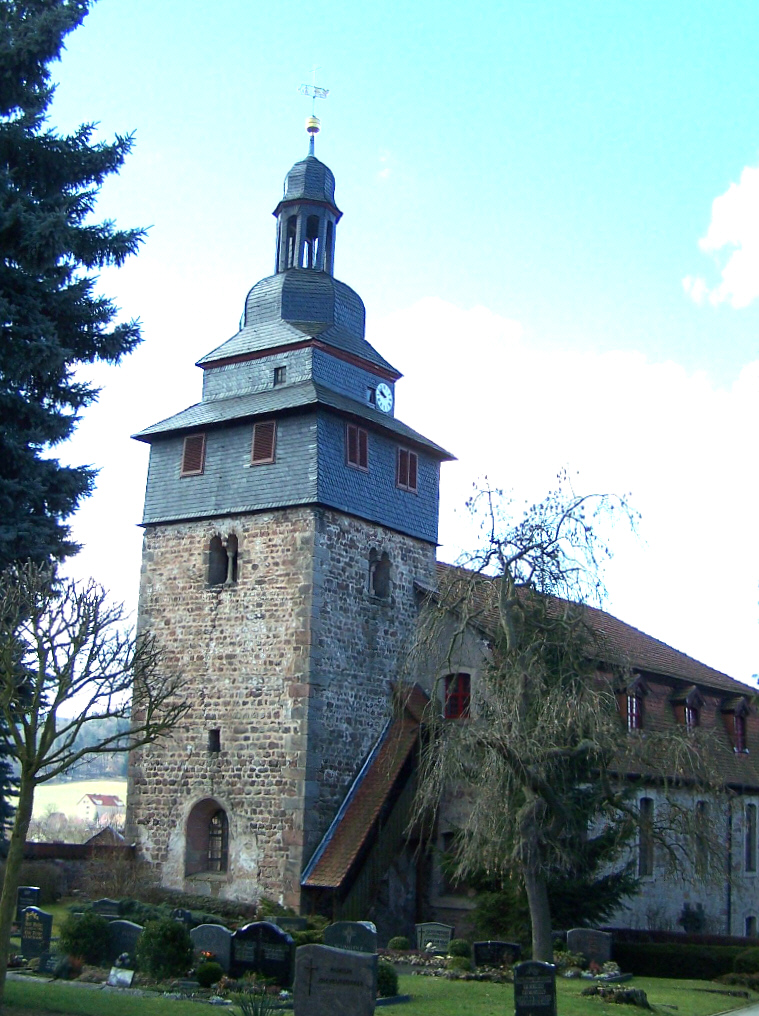
Ansicht von Norden

Die Stadtkirche ist die evangelische Pfarrkirche von Stadtlengsfeld, einem Ortsteil von Dermbach im Wartburgkreis. Sie ist als ältestes sakrales Bauwerk von großer Bedeutung für die Stadt- und Kirchengeschichte und ist zugleich ein Baudenkmal im Sinne des Thüringer Denkmalschutzgesetzes.

## Lage

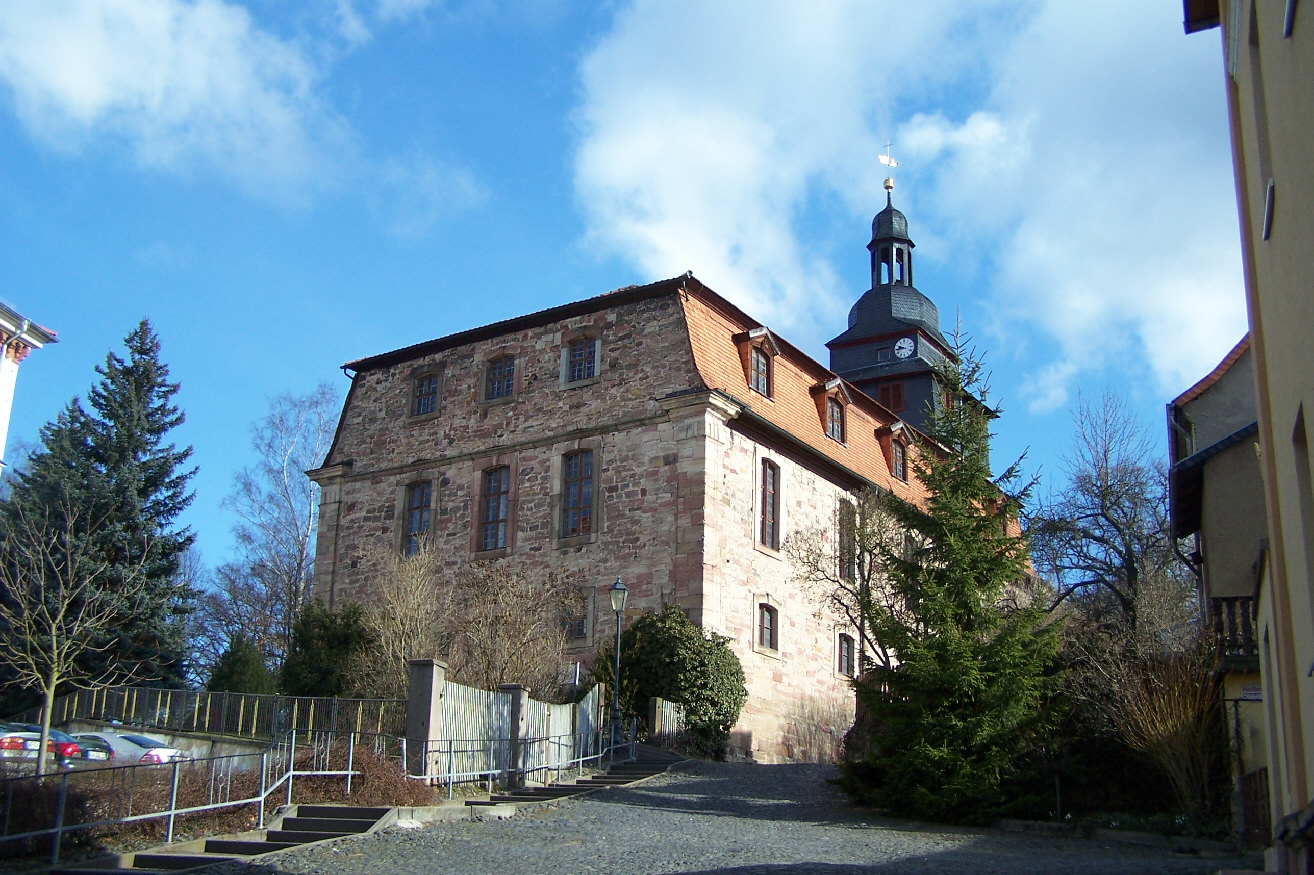
Ansicht von Süden (2009)

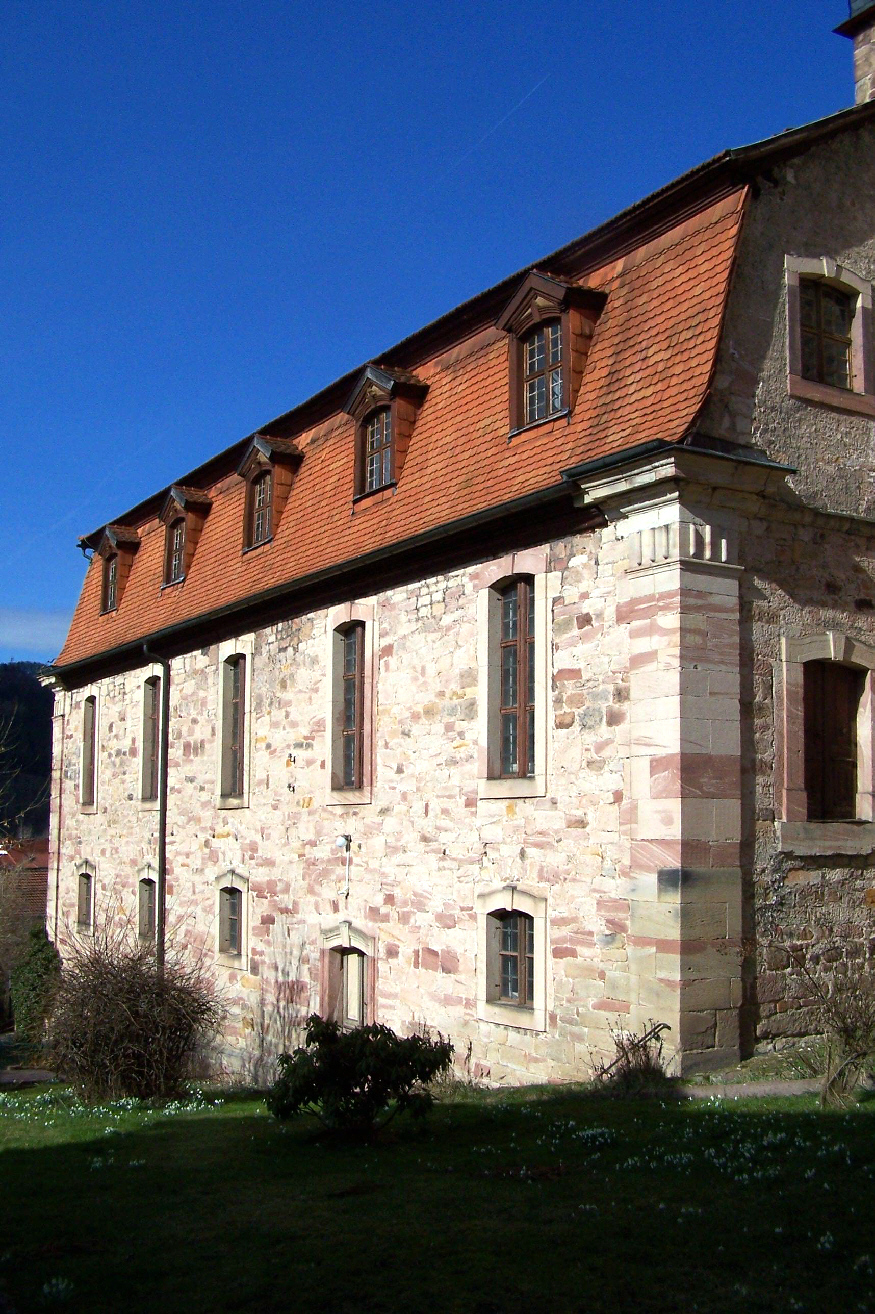
Ostfassade

Die Stadtkirche befindet sich im nördlichen Teil der historischen Altstadt, sie liegt, vom Pfarrhof und dem städtischen Friedhof umgeben nördlich auf einer leichten Anhöhe über der Hauptstraße, jetzt ein innerstädtischer Abschnitt der B 285.

## Geschichte
Eine Urkunde des Würzburger Bischofs Embricho erwähnt 1141 eine Klause von Wanderpredigern im Pfaffental bei Stadtlengsfeld. Dies ist bisher der einzige schriftliche Beleg für die Anfänge der Stadtlengsfelder Kirchengemeinde. Die heutige Stadtkirche besitzt jedoch mit den markanten romanischen Fenstern im oberen Teil des Turmes und den spätgotischen Gewölben im Chorraum hinreichende Belege für ein hohes Alter. Mit der Einführung der Reformation 1536 waren im Inneren einige Umbauten erforderlich geworden, die Kirche wurde zudem als Grablege der Patronatsherren, der Boineburger, genutzt. Deren aufwändig dekorierte Grabplatten und spätgotisches Schnitzwerk zierten das stattliche Gotteshaus.
1780 musste das Kirchenschiff wegen baulicher Mängel erneuert werden, hierbei wurden die als altertümlich angesehenen Grabdenkmäler zum Großteil entfernt und Fragmente davon in das Mauerwerk eingefügt. Nach zehnjähriger Bauzeit konnte die Kirche 1790 erneut geweiht werden. 1792 erhielt sie die ein Jahr später in Benutzung genommene und bis heute existierende Oestreich-Orgel. Das 1.534 Pfeifen, 30 Register und zwei Manuale umfassende Instrument gilt als wichtigstes Werk des Meisters.
Tragisch endet das Schicksal der Kirchenglocken – drei Bronzeglocken wurden im Zweiten Weltkrieg abgenommen und nach Hamburg zum Einschmelzen überführt, nur eine Glocke, 1634 gegossen, kam nach dem Kriegsende wieder nach Stadtlengsfeld zurück. 1953 weihte der damalige Landesbischof Mitzenheim drei Stahlglocken einer Apoldaer Glockengießerei als Ersatz.
Am 3. März erbebte die Rhön beim Gebirgsschlag von Völkershausen, dieser war neuerlich ein Grund für schwere Schäden an der Kirche, belegt mit durchgehenden Rissen im Mauerwerk des Turmes. Die Überwachung dieser Schäden dauert noch an (Gipsplomben), 1992 wurde zunächst die Malschicht erneuert. Neben der Erneuerung des Läutewerkes wurde in jüngster Zeit die Sandsteintreppe und das Wegenetz zur Kirche von Grund auf erneuert.

## Bauliches

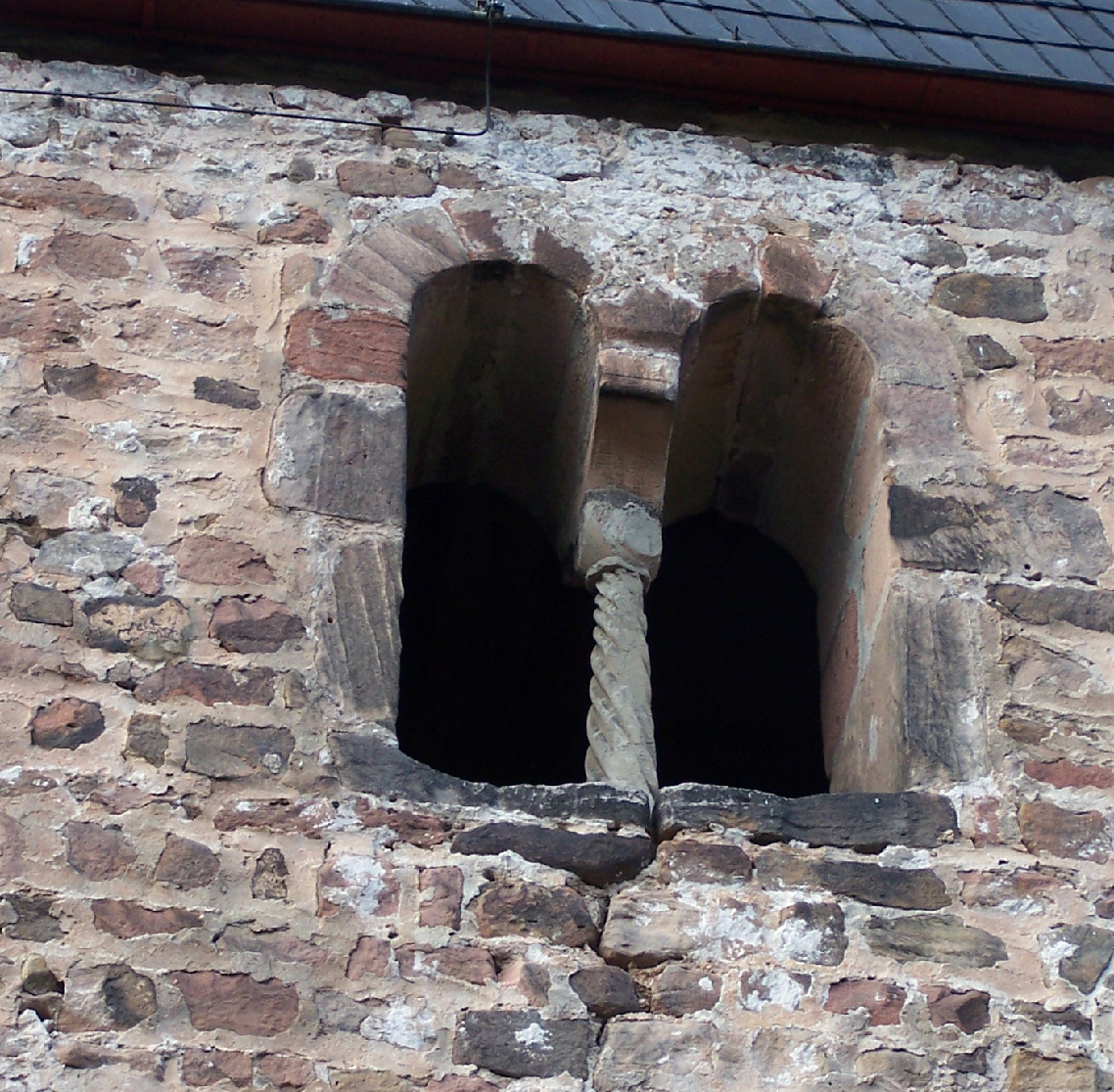
Fenster im Turm auf der Ostseite

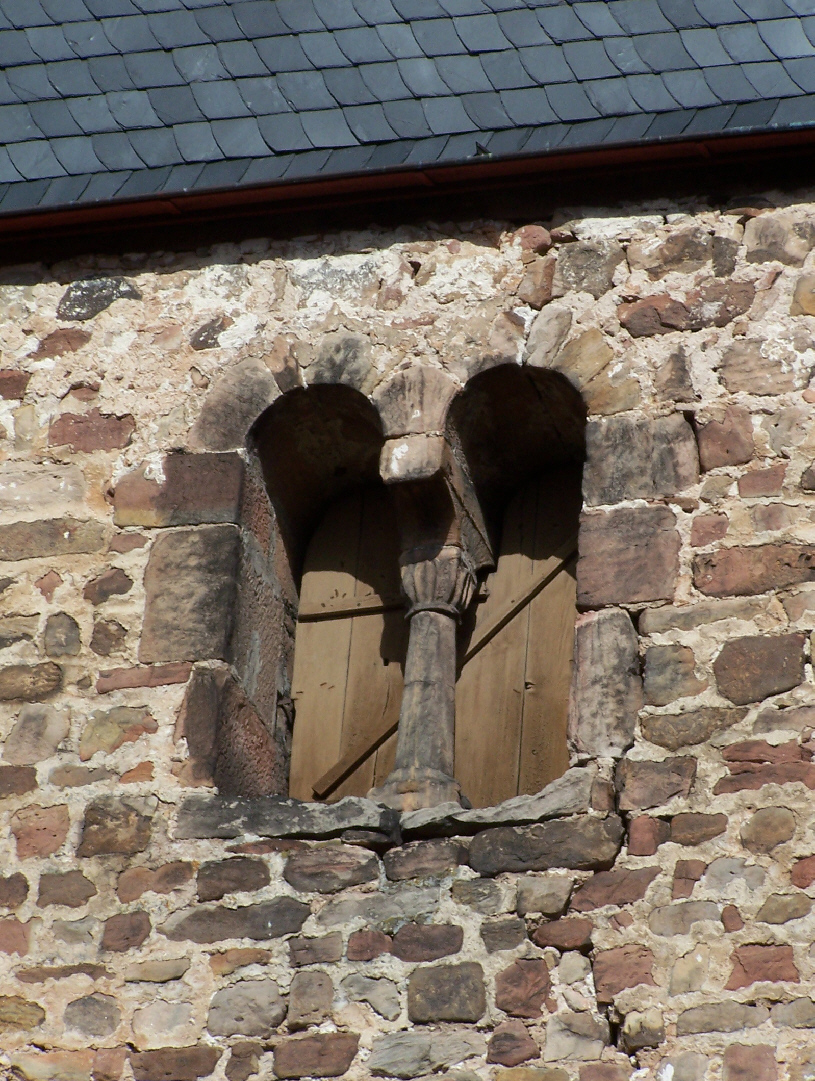
Fenster im Turm auf der Südseite

Die Kirche besteht aus dem romanischen Kirchturm an der Ostseite und dem ab 1780 erneuerte Hallenkirche aus rötlichem Sandstein mit Mansarddach. In der Wetterfahne steht die Jahreszahl 1765. Die steinsichtige Fassade mit der Fensterfront wirkt nüchtern und weitgehend.
Ein älterer Grabstein lehnt an der westlichen Außenmauer. Am Turm führt eine schmale Verbindungspforte vom benachbarten Pfarrhaus zum Friedhof durch die etwa mannshohe Kirchhofmauer, welche den die Kirche nördlich und westlich umgebenden Friedhof einfasst.
Im Inneren der Kirche wurde eine zweigeschossige Empore eingebaut. Der Hauptraum im Innern des Turmes wurde mit einem spätgotischen Kreuzgewölbe ausgestattet und zum Teil mit drei fratzenartige gestalteten Köpfen und einem Wappenstein als schmückenden Beiwerk verziert. Die Form der sich durchkreuzenden Rippen des Gewölbes deutet man auf den Anfang des 16. Jahrhunderts.
Sowohl die romanischen Fenster im obersten Geschoss wie die spätgotischen architektonischen Formen der Gewölbe im Innern belegen, dass der Turm mehrfache Umbauten erfahren hat. Die ursprüngliche Lage und Größe dieser zum Turm gehörenden ersten Kirche ist noch nicht untersucht worden, der weite Rundbogen an der Ostseite des Turmes deutet auf einen Anbau, vielleicht eine Chornische oder der Raum der ältesten Kapelle.
Die drei romanischen Zwillingsfenster an der Süd-, Ost- und Nordseite liegen frei. Das romanische Zwillingsfenster an der Ostseite hat eine gewundene Mittelsäule mit mächtigem Deckstein, auf dem der Bogen der hier etwa 1,5 m dicken Mauer des Turmes ruht, das Fenster an der Südseite hat eine runde Mittelsäule mit einem romanischen Blätterkapitell.